# Młynicka Przełęcz
Młynicka Przełęcz (niem. Mlinicascharte, słow. Mlynické sedlo, węg. Mlinica-hágó) – przełęcz w bocznej grani słowackich Tatr Wysokich, tzw. głównej grani odnogi Krywania, na jej odcinku oddzielającym Dolinę Młynicką (Mlynická dolina) od Doliny Hlińskiej (Hlinská dolina). Jej szerokie siodło umiejscowione jest na wysokości 2263 m pomiędzy Hlińską Turnią (Hlinská veža) na wschodzie i Szczyrbskim Szczytem (Štrbský štít) na zachodzie.
Dawniej przełęcz w języku słowackim miała nazwę Sedlo pod Parohami. Nazwa ta pochodziła od turniczek i skał we wsch. grani Szczyrbskiego Szczytu. Z powodu dziwacznych kształtów nazywano je Parohami, co w języku słowackim oznacza rogi lub poroża. Przełęcz jest łatwo dostępna od strony Koziego Kotła (Mlynický kotol) w Dolinie Młynickiej, a także trawersem z Basztowej Przełęczy (Baštové sedlo). Ku Dolinie Hlińskiej opada początkowo szeroka depresja, zakończona w dole wąskim, pionowym, 40-metrowym kominem. Najłatwiejsze dojście na przełęcz od strony północnej prowadzi systemem zachodów przez północną ścianę Hlińskiej Turni. Na przełęcz nie prowadzi żaden znakowany szlak turystyczny.

## Taternictwo
Pierwsze odnotowane wejścia
- latem – Ernst Dubke, Hans Wirth, Johann Franz (senior), 9 lipca 1905 r. (drogą od Basztowej Przełęczy),
- zimą – Wanda Czarnocka, Adam Karpiński, Stefan Osiecki, Wilhelm Smoluchowski, 11 kwietnia 1925 r[4].

Drogi wspinaczkowe
1. Z Basztowej Przełęczy; 0+ w skali tatrzańskiej, czas przejścia 30 min
2. Południowym zboczem, z Doliny Młyńskiej; 0, 30 min
3. Z Doliny Hlińskiej przez północną ścianę Szczyrbskiego Szczytu; III, 45 min

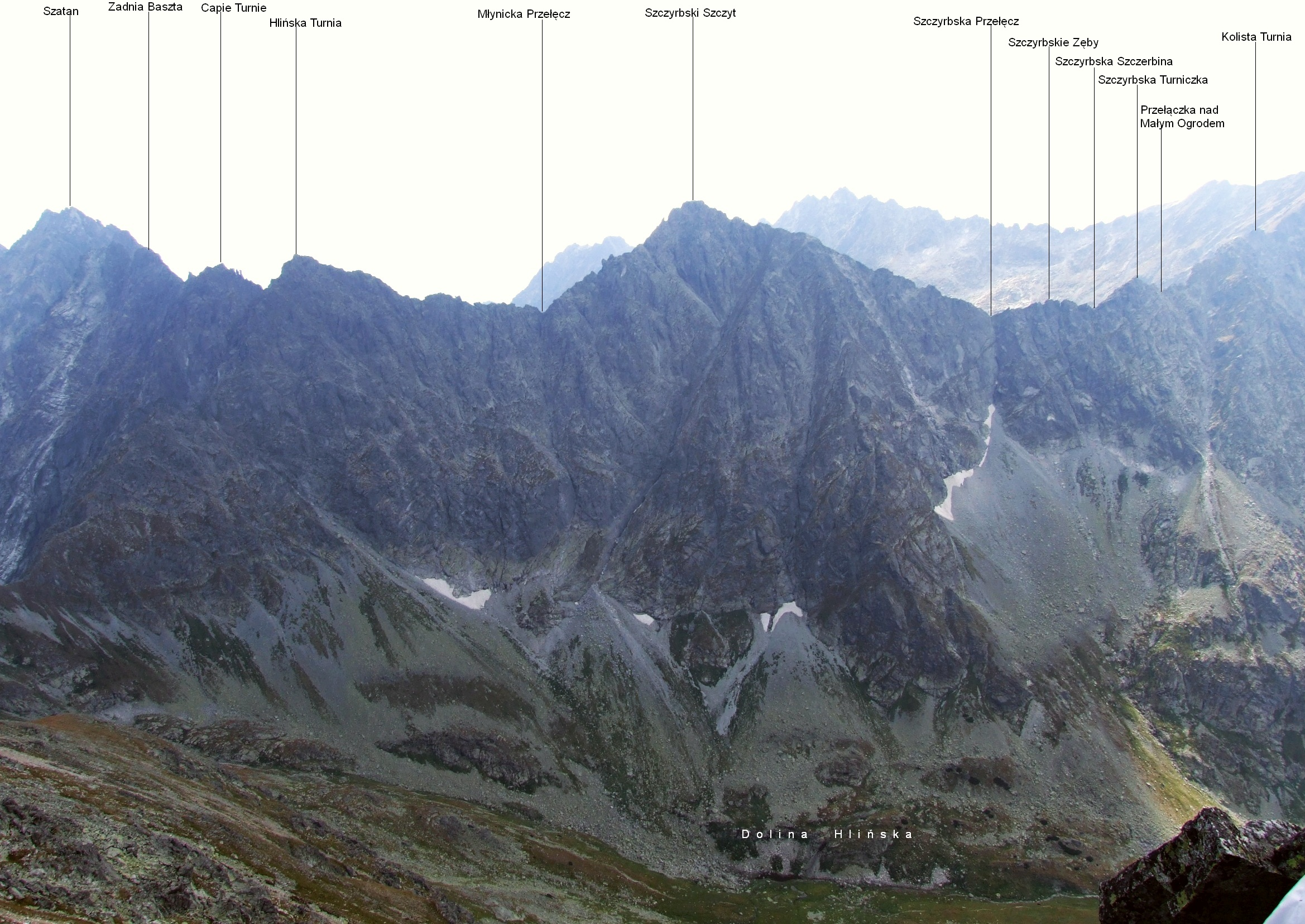
Widok z Koprowego Wierchu

4. Hexcentrovou Puklinovou (północną depresją); V, A2, 15 godz.
5. Z Doliny Hlińskiej przez północną ścianę Hlińskiej Turni; I, 1 godz.[3]